# Providência (Leopoldina)
Providência é um distrito do município brasileiro de Leopoldina, estado de Minas Gerais.
O distrito dista cerca de 15 quilômetros da sede municipal de Leopoldina. Foi fundado em 9 de maio de 1890, pelo decreto estadual n° 61, o que foi ratificado em 14 de setembro de 1891 pela lei estadual n° 2.